# Narva (fleuve)
Pour les articles homonymes, voir Narva (homonymie).
La Narva (estonien : Narva jõgi) est un fleuve de 75 km qui constitue une partie de la frontière nord entre la Russie et l'Estonie. Ce fleuve relie le lac Peïpous, dont il est l'émissaire, au golfe de Finlande.
Elle constitue également la limite entre les deux villes de Narva, située en Estonie et Ivangorod, située en Russie.

## Étymologie
D'un hydronyme eurasien *narv- que l'on trouve aussi dans Narew, affluent de la Vistule et dans le nom de la ville de Narbonne dans le sud de la France, de *narb- en ibéro-basque. Cf. aussi narva "lac, lagune" en eskimo.
La théorie la plus commune est que ce nom vient du mot Vepse narva signifiant chute d'eau ou courant. Dans tous les cas le nom est en relation avec l'eau.

## Géographie

Carte des bassins de la Narva et du lac Peïpous.

La Narva a sa source à l'extrémité nord-est du lac Peïpous, entre les localités estonienne de Vasknarva, et russe de Skamya. 
Ses rives sont peu peuplées, et les petites localités sont à peine plus nombreuses le long de son cours supérieur (Permisküla et Kuningaküla du côté estonien, et Omuti du côté russe). 
Depuis le lac jusqu'aux villes jumelles de Narva et d'Ivangorod, ses rives sont couvertes de forêts ou constituées de marécages.
Le fleuve est coupé juste à l'entrée de Narva par un barrage datant des années 1950 et formant un important réservoir qui s'étend sur plus de 38 kilomètres en amont et dont la surface est de 191 kilomètres carrés. 
À son embouchure, le fleuve déverse ses eaux dans la baie de Narva, au sud du golfe de Finlande, au niveau de la station balnéaire de Narva-Jõesuu, jadis très fréquentée par les habitants de Saint-Pétersbourg, puis de Leningrad, située à seulement 150 kilomètres plus à l'est. Narva-Jõesuu est la troisième plus grande agglomération des rives du fleuve.

## Affluents
- La Plioussa (rive droite) est l'affluent principal de la Narva. Il provient de la ville russe de Slantsy, et débouche au niveau du lac de barrage du fleuve.
- Les autres affluents sont peu importants :
  - Le Jaama (rive gauche ou estonienne)
  - Le Poruni (rive gauche)
  - Le Mustajõgi (rive gauche)
  - Le Rosson (rive droite ou russe)

## Villes traversées
- Narva
- Ivangorod
- Narva-Jõesuu

## Hydrométrie - Les débits mensuels au barrage de Narva
Le débit du fleuve a été observé pendant 79 ans (durant la période 1902-1985) au barrage de Narva, situé à très peu de distance en amont des villes jumelles de Narva-Ivangorod, et donc à une vingtaine de kilomètres de son embouchure dans le golfe de Finlande. 
Au barrage de Narva, le débit inter annuel moyen ou module observé sur cette période était de 384 m3/s pour une surface de drainage de 56 000 km2, soit la quasi-totalité du bassin versant. La lame d'eau écoulée dans ce bassin versant se monte ainsi à 216 millimètres par an, ce qui peut être considéré comme modéré.
Fleuve alimenté en partie par la fonte des neiges, la Narva est un cours d'eau de régime pluvio-nival de plaine qui présente globalement deux saisons. 
Les hautes eaux se déroulent du mois d'avril au début du mois de juin, ce qui correspond à la fonte des neiges de son bassin. Dès le mois de juin, le débit du fleuve baisse rapidement, ce qui mène à la période des basses eaux. Celle-ci a lieu de juillet à mars inclus, avec cependant une reprise du débit en fin d'automne (octobre et novembre) qui traduit les précipitations plus fortes durant cette saison, et tombant surtout sous forme de pluie. Mais le fleuve conserve durant toute la période des basses eaux un débit très consistant, les lacs multiples et étendus jouant un rôle stabilisant. 
Le débit moyen mensuel observé en janvier (le minimum d'étiage) est de 267 m3/s, soit près de la moitié du débit moyen du mois d'avril (614 m3/s), ce qui témoigne de l'amplitude très faible des variations saisonnières. Sur la durée d'observation de 79 ans, le débit mensuel minimal a été de 86 m3/s (décembre 1939), tandis que le débit mensuel maximal s'élevait à 1 450 m3/s (avril 1924).